# Еліна Дуні
Еліна Дуні (1981, Тирана, Албанія) — швейцарсько-албанська джазова співачка і композиторка.  Вивчала класичну музику і джаз у Швейцарії, після 2004 року відчувається влив на її музику албанської народної музики. Співає у квартеті Elina Duni Quartet.

## Біографія
Народилася у сім'ї музикантів. У 5 років почала співати і грати на скрипці. З 1986 по 1991 роки брала участь у кількох дитячих фестивалях і співала для Національного радіо Албанії і телебачення. Разом з матір'ю переїхала до Швейцарії у 1992, у 10 років. Вилася грі на фортепіано у Женевській консерваторії.
У 2000–2004 роках писала музику, грала, давала джазові концерти в Албанії разом з піаністом Гентіаном Руші (Gentian Rushi) і грала в кількох постановках у Швейцарії й Албанії. Разом з Хосе Луїсом Асаресі (José Luis «Sarten» Asaresi) заснувала гурт «Extrangers in the Noise». У 2005 році отримала «Special Jury Prize» у Тирані за CD «Lakuriq» з гуртом «Retrovizorja» з Приштини, Косово. Разом з цим гуртом (Kreshnik Hoti та Bashkim Salihu) записала альбом «I kaltër».
У 2004–2008 роках вивчала спів і композицію в Бернській вищій школі мистецтв (Hochschule der Künste Bern) на відділенні джазу. У цей час заснувала Elina Duni Quartet у складі: Колін Валлон (Colin Vallon) (фортепіано), Патріс Море (Patrice Moret) (контрабас) і Норберт Пфмматтер (Norbert Pfammatter) (ударні). У 2007 році виграла приз «Friedl Wald».
З'явилася у короткометражному фільмі Ольги Байліфф «Nos jours» (2007).
З 2008 року Elina Duni Quartet випустив кілька альбомів: «Baresha» (2008) та «Lume Lume» (2010) на Meta Records, «Matanë Malit» (За горами) на ECM/Universal. Квартет давав концерти по Європі; отримав приз Pro Helvetia «Priority Jazz Encouragement 2010–2012».
Виступала на фестивалі DokuNights (Приштина) разом з гуртом «Retrovizorja» 23 серпня 2014 року.
У 2014 році в Косово й Албанії вийшов перший сольний альбом Еліни Дуні як співачки й авторки пісень «Muza e Zezë» (Чорна муза).
Виступить на Cully Jazz Festival (Куллі, Швейцарія) 12 квітня 2015 року.

## Дискографія
- 2007 — Baresha
- 2010 — Lume, Lume[5]
- 2012 — Matanë Malit[6]
- 2014 — Muza e zezë
- 2015 — Dallëndyshe

## Призи та стипендії
- 2007 — Friedl Wald Stipend (Швейцарія)
- 2008 — «Coup de Coeur 2008» (Берн, Швейцарія)
- 2008 — HKB Stipend (Берн, Швейцарія)
- 2010 — Pro Helvetia «Priority jazz encouragement» (Швейцарія)
- 2012 — Jazz Pott Prize (Ессен, Німеччина)
- 2013 — Kult Prize за «Matanë Malit» (Тирана, Албанія)